# Calamovilfa
Calamovilfa là một chi thực vật có hoa trong họ Hòa thảo (Poaceae).

## Loài
Chi Calamovilfa gồm các loài: